# 1174

## Догађаји
- 11. јул — Балдуин IV крунисан за јерусалимског краља

- 13. јул – Битка код Алнвика: Краљ Вилијам I (Лав), уз подршку фламанских плаћеника, напада Енглеску како би помогао у баронској побуни против краља Хенрија II. Вилијам напада замак Прудо у Нортамберленду, али не успева да га освоји. Заробљава га лорд Ранулф де Гланвил и враћа га у Њукасл. Хенри окупира део Шкотске, са њених пет најјачих замкова: Роксбург, Бервик, Џедбург, Единбург и Стирлинг.
- 5. септембар – Кентерберијска катедрала је тешко оштећена у пожару.
- 30. септембар – Побуна 1173–1174: Након годину и по дана побуне, Хенри II постиже мировне споразуме са својим синовима Хенријем Младим краљем, Ричардом, Џефријем и Џоном у Монлуису, на основу предратног статуса кво. Пре него што се врати у Нормандију, Хенри наређује да се униште побуњенички замкови у Енглеској и Аквитанији.
- Октобар – Битка код Турлеса: Галско-ирске снаге под краљем Домналом Мор Уа Бријаном побеђују англо-норманске снаге код Турлеса у Ирској. Енглеска експедиција коју је предводио гроф Ричард де Клер (Стронгбоу) је изненађена док је била улогорена у области Лоњафола и приморана је да се повуче у Вотерфорд.
- 8. децембар – Споразум из Фалеза: Заробљен од стране Енглеза, Вилијам I је приморан да потпише мировни споразум. Споразумом је Шкотска постала феудални посед Енглеске, Вилијам и његови племићи се заклињу на верност Хенрију II. Мора да преда неколико замкова Хенрију у замену за своју слободу.
- Лето – Француске снаге под краљем Лујем VII, уз подршку Хенрија Младог краља и Филипа од Алзаса, опкољавају Руан. Град се одупире ратним машинама довољно дуго да Хенри II стигне средином августа да организује спасавање. Опсадници се плаше да ће Хенри напасти Француску и да ће опсада бити укинута.
- 29. октобар – Цар Фридрих I Барбароса, на свом петом италијанском походу, почиње опсаду Алесандрије у северној Италији. Против њега се Ломбардска лига (којој се сада придружују Венеција, Сицилија и Цариград).
- 15. мај – Нур ал-Дин, селџучки владар (атабег) Сирије, умире у Дамаску након 28-годишње владавине. Наслеђује га 11-годишњи син Ас-Салих Исмаил ал-Малик. У међувремену, Саладин се проглашава његовим регентом и вазалом.
- 11. јул – Краљ Амалрик I умире од дизентерије након 11-годишње владавине. Наслеђује га 13-годишњи син Балдуин IV (Губавац), који постаје владар Јерусалима. Гроф Ремон од Триполија постављен је за његовог регента.
- 23. новембар – Саладин стиже у Дамаск и проводи ноћ у старој кући свог оца, док му се не отворе капије Цитаделе Дамаска, након кратке опсаде његовог брата Тугтакина ибн Ајуба.
- Фебруар – Саладинов брат Туран-Шах плови са војском и пратећом флотом да освоји Хиџаз и Јемен.
- 31. март – У Каиру је откривена завера против Саладина, са циљем обнове Фатимидског калифата, у којој су учествовали високе личности бившег Фатимидског режима и песникиња Умара ел-Јамани. Њене вође су јавно погубљени.
- 25. јул – Сицилијанска флота (око 250 бродова) под Танкредом, грофом од Сиракузе, покреће неуспели напад на Александрију. Али он је лишен подршке и приморан да отплови након седмодневне блокаде 1. августа.
- Килиџ Арслан II, селџучки владар Румског султаната, заокружује своје освајање данишмендских Турака у Источној Анадолији. Склапа савез са зангидским владарима против Мосула.
- Папа Александар III посвећује Ричарда од Довера за надбискупа Кентерберијског у Анањију. Ричард се враћа у Енглеску носећи свој палијум који је добио директно од папе.

## Рођења
- Википедија:Непознат датум — Растко Немањић, први српски архиепископ. († 1236)

## Смрти
- Амалрик I Јерусалимски
- Андреј Богољубски

- Еврар де Бар

- Владислав II, војвода Чешке